# Aéroport de Stavanger
L'aéroport de Stavanger (code IATA : SVG • code OACI : ENZV) est un aéroport norvégien international situé à Sola. Il est situé à 14 km du centre de Stavanger, et à 10 km du centre de Sandnes.

## Situation

### Carte des aéroports en Norvège
Carte des principaux aéroports de Norvège (en 2019)
Le Svalbard n'est pas ici en coordonnées géographiques exactes.
| Oslo-Gardermoen Bergen Stavanger Trondheim Tromsø Bodø Sandefjord Moss Kristiansand Ålesund Haugesund Harstad/Narvik Molde Kristiansund Alta Kirkenes Bardufoss Florø Hammerfest Svalbard Plus de 10 millions Plus de 5 millions Plus de 1 million Plus de 0,4 million Moins de 0,4 million Fermé |

## Compagnies aériennes et destinations
| Compagnies            | Destinations |
| --------------------- | --- |
| Danish Air Transport  | Esbjerg |
| KLM                   | Amsterdam |
| Loganair              | Édimbourg, Newcastle |
| Lufthansa             | Francfort |
| Norwegian Air Shuttle | - Alicante-Elche, - Barcelone-El Prat, - Bergen, - Copenhague-Kastrup, - Cracovie-Jean-Paul II, - Londres-Gatwick, - Malaga-Costa del Sol, - Manchester, - Oslo-Gardermoen, - Trondheim En saison : - Antalya, - Dubrovnik, - Palma de Majorque, - Paris-Charles de Gaulle, - Split, - Ténériffe-Sud Reine Sofia                                                           |
| Scandinavian Airlines | - Aberdeen-Dyce, - Alicante-Elche, - Bergen, - Copenhague-Kastrup, - Londres-Heathrow, - Oslo-Gardermoen, - Stockholm-Arlanda, - Trondheim En saison : Milan-Malpensa, Nice-Côte d'Azur, Split En saison charter : - Bourgas, - La Canée I.-Daskaloyánnis, - Las Palmas/Gran Canaria, - Prévéza-Aktion, - Rhodes-Diagoras, - Sámos-Aristarque, - Ténériffe-Sud Reine Sofia |
| Sunclass Airlines     | En saison charter : Antalya, La Canée I.-Daskaloyánnis, Palma de Majorque, Rhodes-Diagoras, Varna |
| Wideroe               | - Aberdeen-Dyce, - Bergen, - Bodø, - Kristiansand, - Narvik/Harstad, - Sandefjord-Torp |
| Wizz Air              | Cracovie-Jean-Paul II, Gdańsk-L. Wałęsa, Kaunas |

Édité 08/12/2021  Actualisé le 25/02/2023

## Statistiques
Pour des raisons techniques, il est temporairement impossible d'afficher le graphique qui aurait dû être présenté ici.

Voir la requête brute et les sources sur Wikidata.

### Zoom sur l'impact du covid de 2019-2020
Pour des raisons techniques, il est temporairement impossible d'afficher le graphique qui aurait dû être présenté ici.

Voir la requête brute et les sources sur Wikidata.